# Пьяница (карточная игра)
«Пьяница» — карточная игра, популярная в странах бывшего СССР.

## История
Происхождение игры точно неизвестно. Скорее всего впервые в неё сыграли на территории СССР. Своё название игра получила благодаря простым правилам и непредсказуемому результату.

## Правила
В игре используется колода из 36, 52 или 54 карт. В игре могут участвовать от двух до восьми игроков.
Колода раздаётся поровну всем игрокам. Игроки не смотрят в свои карты, а кладут их в стопку рядом с собой. Первый ходящий снимает верхнюю карту из своей стопки и кладет её в центр стола в открытом виде. Другие игроки по кругу делают то же самое. Тот игрок, чья карта оказалась старше всех остальных, снимает свою и «битые» карты и кладёт их в другую стопку (вариант: в низ своей стопки); порядок складывания карт в разных вариантах игры может подчиняться тем или иным правилам или быть произвольным, что позволяет вести ту или иную стратегию с целью захватить у соперника как можно более старшие карты.
Игрок, потерявший все свои карты, выбывает из игры.
Победителем считается игрок, в стопке у которого окажется вся колода. Возможна и игра в поддавки, в которой выигрывает тот, кто раньше остальных избавляется от своих карт.

### Спор
Если у двух и более игроков окажутся одинаковые карты (такая ситуация называется «спор»), то каждый из этих игроков кладет сверху ещё по одной карте, и тот, чья карта оказалась старше всех остальных, снимает карты. Вариант — каждый «спорящий» игрок выкладывает по две карты, одну рубашкой вверх («заклад»), и одну открытую, по которой и определяется, кто берёт лежащие на кону карты. Если среди троих игроков две спорящие карты меньше третьей, то автоматически выигрывает третий с картой старше, а спор отменяется. Если у игрока нет карт чтобы провести спор, то он забирает все карты спора. Если у игрока осталась одна карта, то спор идёт без промежутка.

## Варианты правил

### Шестерку бьёт не всё
Существует вариант правил, в котором шестёрка (в колоде из 36 карт) меньше всех карт, но старше туза.
При игре колодой в 52 карты эту роль выполняет двойка, в 54 карты — джокер. При использовании этого правила игра может вообще не закончиться, карты так и будут переходить от одного игрока к другому, и обратно. Если играет более трёх игроков и у них спор, то спор отменяется, а третий игрок забирает только свою карту.

### Тактический пьяница
Такой вариант игры предполагает, что после деления колоды поровну между всеми игроками, они видят свои карты и переставляют их местами (например, сверху самые сильные карты и дальше слабее или подстраиваются под других участников игры) в тайне от остальных, после чего кладут свою колоду на стол, и выкладывают по одной карте. Самая старшая карта в туре «забирает» себе все остальные и эти карты идут в «копилку» игрока, и дальнейшего участия в игре не принимают. Когда у всех игроков закончились карты, начинают пересчитывать «копилки» каждого игрока. У кого в «копилке» больше карт, тот и победил. Если во время тура между двумя игроками не определился тот, кто выложил наибольшую карту (например, у одного игрока шестерка, а у двух других по даме), то те игроки, между которыми возник спор, выкладывают ещё по одной карте, у кого значение этой карты выше, тот и забирает себе все карты в туре, то же самое и при споре любого количества игроков. Если после окончания игры, у одного игрока осталось некоторое количество карт, они все идут в его «копилку». Если игра закончилась, и оба игрока выложили по карте одинакового достоинства, то все карты тура делятся между этими игроками поровну. Если между четным количеством игроков в конце игры не определился победитель (при условии, что два игрока обладают картой наибольшего значения), то они делят между собой все карты тура поровну. Если в конце игры в последнем туре у двоих игроков остались карты одинакового значения, а у третьего карта меньшего значения и спор невозможен, в таком случае эти два игрока кладут себе по одной карте в «копилку», а карта меньшего значения выходит из игры и при подсчете очков не учитывается.